# Damián Tintorelli
Damián Tintorelli (Junín, Buenos Aires, 4 de diciembre de 1981) es un baloncestista argentino. Juega en la posición de pívot y su club actual es Ciclista Juninense de La Liga Argentina.

## Trayectoria
Surgido del club Los Indios de Junín, Tintorelli comenzó a jugar profesionalmente en 1998 en Echagüe de Paraná, equipo que disputaba el Torneo Nacional de Ascenso.
En 2002, luego de obtener el primer lugar en el Campeonato Argentino de Básquet con el seleccionado de Entre Ríos, dio el salto a Italia donde jugó hasta 2006 en Aironi Novara de la Lega A-2. 
Dejó Italia a mediados de 2006 para retornar a su país, fichado por Ben Hur de Rafaela de la LNB, club con el que participaría de la conquista de la Liga Sudamericana de Clubes 2006.
Jugó luego entre 2007 y 2009 en el Regatas Corrientes también de la LNB, como parte de un plantel con el cual logró varios títulos nacionales e internacionales. Desde 2009 y hasta 2016 vistió la camiseta de Quimsa, ganando una Liga Sudamericana en 2009, una Copa Adhoc en 2011 y la Liga Nacional de Básquet en 2015.
Tras dejar Quimsa tuvo pasos por San Martín de Corrientes, Olímpico de La Banda y Peñarol de Mar del Plata, antes de migrar a Uruguay en 2020. Allí disputaría la Liga Uruguaya de Ascenso con Olivol Mundial, jugando luego en la Liga Uruguaya de Básquetbol con Trouville: en ambos torneos sus equipos terminaron como subcampeones. Posteriormente también actuó en la LUB con Cordón, en el Metro con Defensor Sporting y en la BACL con Biguá, antes de comenzar su tercer ciclo en Olímpico de La Banda en enero de 2022.
A fines de mayo de 2023 retornó a Uruguay para disputar El Metro con Sayago.

### Clubes
| Club                     | País      | Año             |
| ------------------------ | --------- | --------------- |
| Echagüe                  | Argentina | 1998 - 2002     |
| Aironi Novara            | Italia    | 2002 - 2006     |
| Ben Hur de Rafaela       | Argentina | 2006 - 2007     |
| Regatas de Corrientes    | Argentina | 2007 - 2009     |
| Quimsa                   | Argentina | 2009 - 2016     |
| San Martín de Corrientes | Argentina | 2016 - 2017     |
| Ciclista Olímpico        | Argentina | 2017 - 2018     |
| Peñarol de Mar del Plata | Argentina | 2018 - 2019     |
| Ciclista Olímpico        | Argentina | 2019 - 2020     |
| Olivol Mundial           | Uruguay   | 2020            |
| Trouville                | Uruguay   | 2020 - 2021     |
| Cordón                   | Uruguay   | 2021            |
| Defensor Sporting        | Uruguay   | 2021            |
| Biguá                    | Uruguay   | 2021            |
| Ciclista Olímpico        | Argentina | 2022 - 2023     |
| Sayago                   | Uruguay   | 2023            |
| Ferro                    | Argentina | 2023 - 2024     |
| Comunicaciones           | Argentina | 2024 - 2025     |
| Ciclista Juninense       | Argentina | 2025 - Presente |

## Selección nacional
Tintorelli jugó en la selección de básquetbol de Argentina sub-20 en 2002. 
Fue también convocado a la preselección de básquetbol de Argentina en 2007, llegando a disputar algunos encuentros amistosos de carácter no oficial con el equipo nacional.